# Рентгенологія

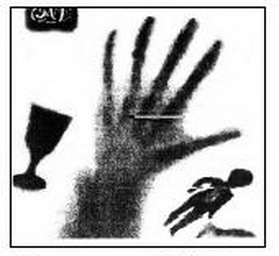

Рентгенологія — розділ медичної радіології, який вивчає застосування рентгенівського випромінювання для дослідження органів і систем організма і діагностики захворювань. Виникла після відкриття Рентгеном (нім. W. C. Röntgen) в 1895 році рентгенівського випромінювання. Рентгенологічний метод лежить в основі рентгенографії, рентгеноскопії, звичайної та комп'ютерної томографії, ряду інших методів, які широко застосовують в клінічній практиці.
Одним із перших в Україні були засновані 1920 року Харківський науково-дослідний інститут медичної радіології та Київський рентгено-радіологічний та онкологічний науково-дослідний інститут з метою вивчення проблем клінічної та експериментальної рентгенології, радіології й онкології.

## Схема рентгенологічного дослідження
1. Джерело випромінювання (рентгенівська трубка)
2. Об'єкт дослідження (органи, тканини, системи органів)
3. Приймач випромінювання

- Рентгенівська плівка (рентгенографія)
- Флуоресціюючий екран (рентгеноскопія, флюорографія)
- Заряджена селенова платівка (електрорентгенографія)
- Детектори комп'ютера (комп'ютерна томографія)

## Контрасти
Застосовуються для того щоб зробити досліджувані об'єкти рентгеноконтрастними.

Негативні: повітря, кисень, СО2, Н2О; 

Позитивні: BaSO4 (основний), жиророзчинні контрасти (йодовмісні), водорозчинні.

Протипокази до контрастів: ідіосинкразія до препаратів йоду, гіпертиреоїдизм, серцева, ниркова, печінкова недостатності.